# Niederländische Faustballnationalmannschaft der Männer
Die niederländische Faustballnationalmannschaft ist die von den Trainern getroffene Auswahl niederländischer Faustballspieler. Sie repräsentieren ihr Land auf internationaler Ebene bei Veranstaltungen der European Fistball Association und der International Fistball Association.

## Internationale Erfolge
2018 nahm die niederländische Faustballnationalmannschaft in Adelmannsfelden in Deutschland zum ersten Mal überhaupt an einer Faustball-Europameisterschaft teil. In einer Kooperation mit dem deutschen Verein TuS Oberbruch wird sich nun auf die erste WM-Teilnahme 2019 in der Schweiz vorbereitet.

### Weltmeisterschaften
| - 2019 in der Schweiz: 17. Platz (von 18) |

### Europameisterschaften
| - 2018 in Deutschland: 10. Platz (von 10) |

## Kader
Bundestrainer: Jochen Jansen / Guido Wennmacher / Stephan Henstra
Spieler: Titus van Warmerdam, Nikky Swinkels, Thijs de Noij, Niek van Maurik, Jurian de Vos, Stefan Fiechter, Marijn Rekers, Bart van Roekel, Joost de Leeuw den Bouter, Bas Benthem, Thomas Rekers